# Мидия (държава)
Мидия е древно царство на мидийците, както и историко-географска област, разположена на територията на днешен северозападен Иран, Азербайджан, Кюрдистан и части от Керманшах. Споменава се за първи път в текстове на асирийския цар Салманесер III (858 – 824 г. пр.н.е.), в които жителите са записани като мидийци.
Мидийците образуват отначало малки княжества, независими едно от друго, и през VIII век пр.н.е. асирийските царе ги покоряват лесно. В края на същия век възникват по-крупните политически обединения („Мана“). Тази мидийска зона, формално подчинена на асирийците, става обект на политически спор между Асирия и Урарту.
Херодот изброява имената на няколко мидийски владетеля: Дейоксес, Фраорт, Киаксар, Астиаг.
Налагането на мидийското начало е придружено от редица проблеми. В края на VIII век пр.н.е. положението в Предна Азия се усложнява с появата на два родствени миграционни потока – кимерийци и скити, които започват да влияят върху политическото съотношение на местните сили.

## Мидийска империя
Възползвайки се от сблъсъка между кимерийци и асирийци, мидийците начело с Хшатрита (Фраорт) отхвърлят асирийската власт (673 г. пр.н.е.) Това полага начало на обединението на мидийските племена. Асирийската дипломация успява да спечели на своя страна скитите, които отварят втори фронт срещу мидийците. Хшатрита пада убит, а в периода 653 – 625 г. пр.н.е. на мидийския трон се възкачват скитски владетели.
През втората половина на VII век пр.н.е. Увахшатра Киаксар, син на Хшатрита (Фраорт), основава голяма мидийска империя със столица Екбатана. Той нанася поражение на скитите, завладява старата асирийска столица Ашур (614 г. пр.н.е.) и новата столица Ниневия (612 г. пр.н.е.) Асирийците се укрепяват в град Харан в очакване на египетска военна помощ. Тогава се намесва вавилонският владетел Навуходоносор II. Така с помощта на Вавилония Мидия разпространява властта си на запад до пределите на Лидия.
В пределите на Мидийската империя попада коренната територия на Асирия (Северна Месопотамия). Киаксар предприема териториално разширение на юг и изток, като покорява персите, както и земите на Партия и Хиркания, югоизточно от Каспийско море. Около 593 г. пр.н.е. са покорени Урарту и базата на скитите в Сакасена. През 590 г. пр.н.е. цяла Кападокия е под мидийски контрол.
Мидийската империя не съществува дълго, но тя поставя културните основи на ранната иранска държавност, която по-късно е наследена от персите. При относително миролюбивия цар Астиаг (Ищумегу) (584 – 550 г. пр.н.е.), приемник на Киаксар, е подчинена древната държава Елам, която преди това е под зависимост от Вавилония. Това води до рязко влошаване на отношенията между Мидия и Вавилония.
От нарушаването на политическия климат между двете се възползват персите, чиито претенции достигат до мидийския трон. В резултат и на дворцовите интриги, насърчавани от съсловието на мидийските жреци-маги, мидийците губят своето първенство в държавата. Около средата на VI век пр.н.е. Кир Велики – наследникът на персийски аристократ от рода Ахемениди и мидийската принцеса Мандане и внук на мидийския цар Астиаг, завладява Мидийското царство и превзема столицата му Екбатана. След този акт Кир II Велики налага хегемонията на персите почти над цяла Предна Азия.